# Impalmaggio
L'impalmaggio di una o più carte è una precisa tecnica usata da manipolatori e prestigiatori, che effettuandola hanno la possibilità di "controllare" una carta/e in svariati modi. L'impalmaggio consiste nel prendere una carta nella propria mano, nascondendola agli spettatori, facendola poi apparire fra le proprie dita a piacimento del manipolatore o reinserendola all'interno del mazzo di carte. Per effettuare un corretto impalmaggio, il prestigiatore deve usare movimenti naturali e pose delle mani consuete, così da nascondere perfettamente la carta desiderata. I prestigiatori più esperti  riescono a sviluppare anche un proprio metodo di impalmaggio, che può risultare a loro più semplice e disinvolto.

## Tipi di impalmaggio
Fra i tanti modi di impalmare una carta, sviluppati dai vari prestigiatori e manipolatori, ne esistono 3 principali:
- Impalmaggio a palmo completo.
- Impalmaggio laterale.
- Impalmaggio Tenkay.

### Impalmaggio a palmo completo
Questo tipo di impalmaggio è considerato dai prestigiatori il modo più semplice per impalmare una carta. Esso consiste nel nascondere una carta, con l'uso di tutte le dita (ad esclusione del pollice) e del pieno palmo, all'interno della propria mano, cosicché la carta risulta essere pressoché invisibile. Esso risulta essere molto utile in innumerevoli occasioni; l'unico possibile svantaggio che presenta è l'angolazione che si deve tenere durante una performance che lo include.

### Impalmaggio laterale
L'impalmaggio laterale è una tecnica di impalmaggio resa famosa soprattutto da Dai Vernon e Lennart Green, due famosi prestigiatori che compivano effetti molto suggestivi agli occhi del pubblico, grazie anche all'uso di questa precisa tecnica. Essa consiste nel nascondere una carta con l'uso di un solo dito (ad esclusione del pollice) e di una piccola porzione di palmo. Questa tecnica risulta molto "versatile" per i prestigiatori, dato che essi possono impalmare una carta con il dito che risulta loro più semplice, e spesso la posizione della mano contenente la carta nascosta risulta più naturale dell'impalmaggio a palmo completo.

### Impalmaggio Tenkay
L'impalmaggio Tenkay è una tecnica che fa uso solo del pollice e di una piccola porzione di palmo. Questo impalmaggio presenta piccoli vantaggi, poiché può essere effettuato anche in posizione eretta. Esso però può anche presentare svantaggi, poiché effettuando questo tipo di impalmaggio il pollice risulta nascosto dalle altre dita e poiché la carta impalmata risulta molto complicata da reinserire all'interno del mazzo.

## Vari effetti di impalmaggio
L'impalmaggio di una precisa carta spesso è usato anche per compiere cambiamenti delle carte presenti sul tavolo. I bari da tavolo da gioco usano spesso questa tecnica poiché può nascondere anche più carte all'interno di una mano (come i quattro assi) o perché dà la facoltà di cambiare una precisa carta sul tavolo con movimenti disinvolti.